# Damas (geslacht)
Damas is een geslacht van vlinders van de familie dikkopjes (Hesperiidae), uit de onderfamilie Hesperiinae.

## Soorten
- D. clavus (Herrich-Schäffer, 1869)
- D. immacula Nicolay, 1973